# Мости (Парчівський повіт)
Мости (пол. Mosty) — село в Польщі, у гміні Подедвуже Парчівського повіту Люблінського воєводства. Населення — 267 осіб (2011).

## Історія
Населення села належало до української етнографічної групи хмаків.
За даними етнографічної експедиції 1869—1870 років під керівництвом Павла Чубинського, у селі переважно проживали греко-католики, які розмовляли українською мовою.
У 1975—1998 роках село належало до Білопідляського воєводства.

## Демографія
Демографічна структура станом на 31 березня 2011 року:
|          | Загалом | Допрацездатний вік | Працездатний вік | Постпрацездатний вік |
| -------- | ------- | ------------------ | ---------------- | -------------------- |
| Чоловіки | 123     | 20                 | 91               | 12                   |
| Жінки    | 144     | 18                 | 91               | 35                   |
| Разом    | 267     | 38                 | 182              | 47                   |